# Rakugo

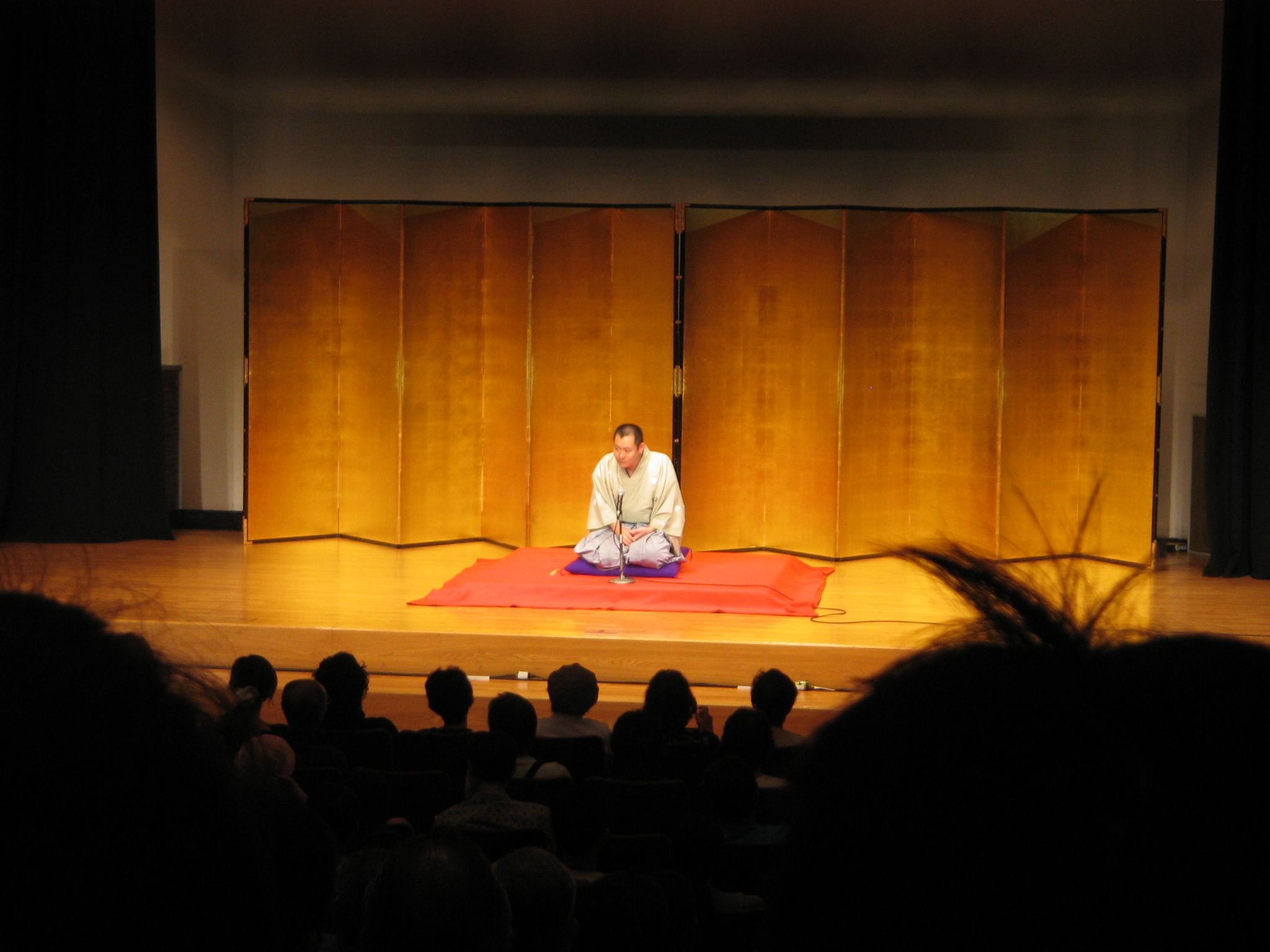
Rakugoka na festivalu Sanma

Rakugo (落語, doslova „padající slova“) je forma japonské slovní zábavy jose. Osamělý vypravěč (落語家, rakugoka) sedí na vyvýšené plošině, tzv. kōza (高座). Pouze s použitím papírového vějíře (扇子, sensu) a malého ručníku (手拭, tenugui) jako rekvizit a aniž by se z pozice vsedě (tzv. seiza) zvedl, zobrazuje umělec rakugo dlouhý a komplikovaný komický (nebo někdy sentimentální) příběh. Takový příběh vždy zahrnuje dialog dvou nebo více postav. Rozdíl mezi postavami je znázorněn pouze změnou výšky hlasu, tónu a mírným pootočením hlavy.

## Lexikální pozadí
Rakugo bylo původně známé jako karukuči (軽口). Nejstarší výskyt kandži, který odkazuje právě na tento typ představení, pochází z roku 1787, ale v té době se samotné znaky (落とし噺) obvykle četly jako otošibanaši (padající řeč).
V polovině období Meidži (1868–1912) se poprvé začal používat výraz rakugo, běžně užívat se ale začal až v období Šówa (1926–1989).

## Popis
Řečník se nachází uprostřed publika a jeho cílem je podněcovat všeobecné veselí tónem a omezenými, ale specifickými gesty těla. Monolog vždy končí vypravěčským kouskem (pointou) známým jako oči (落ち, doslova „pád“) nebo sage (下げ, doslova „snížení“), spočívajícím v náhlém přerušení toku slovní hříčky. Je kodifikováno a uznáváno dvanáct druhů oči, přičemž ze základních forem se postupem času vyvinuly složitější varianty.
Rané rakugo se vyvinulo do různých stylů, včetně šibai banaši (芝居噺, divadelní vyprávění), ongjoku banaši (音曲噺, hudební vyprávění), kaidan banaši (viz kaidan (怪談噺, strašidelné příběhy)) a ninjō banaši (人情噺, sentimentální vyprávění). V mnoha z těchto forem chybí oči, které je pro původní rakugo zásadní.

## Dějiny

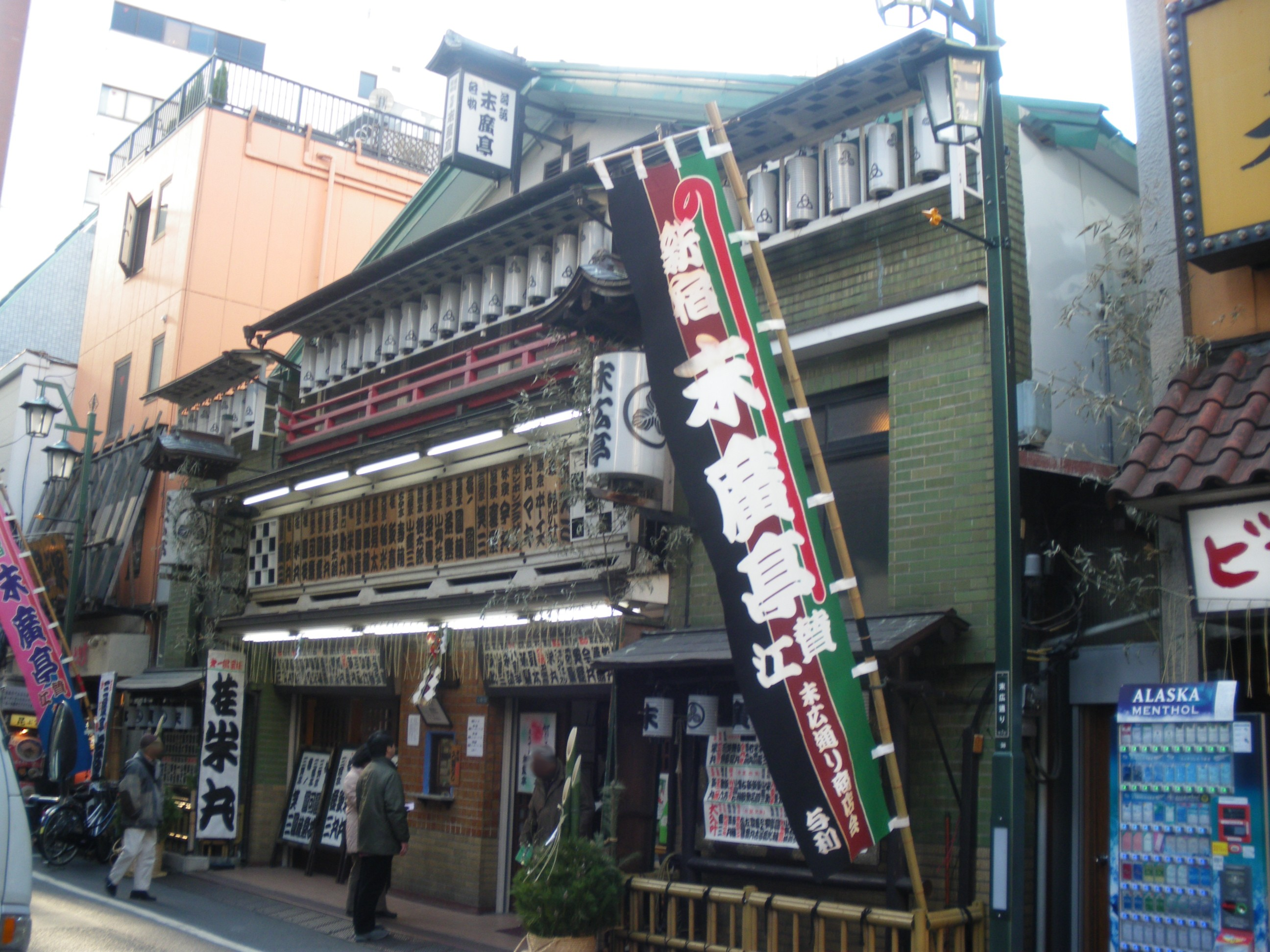
Šindžuku suehirotei je slavné varieté divadlo v Tokiu, které pořádá akce rakugo.

Rakugo vymysleli buddhističtí mniši v devátém a desátém století, aby zpestřili svá kázání, a jeho písemná tradice sahá až do sbírky příběhů Udži šúi monogatari (1213-18).
Postupně se tato forma změnila z humorného vyprávění na monolog, pravděpodobně na žádost feudálních pánů daimjó, kteří hledali dostatečně schopné umělce, kteří by je bavili různými druhy vyprávění.
Během období Edo (1603–1867) se díky vzniku třídy obchodníků čónin rakugo rozšířilo i mezi nižší vrstvy. Vzniklo mnoho skupin umělců a konečně byly vytištěny sbírky textů. V průběhu 17. století byli herci známí jako hanašika (vyskytuje se psáno jako 噺家, 咄家 nebo 話家; „vypravěč“), což odpovídá modernímu termínu rakugoka (落語家, „osoba padajícího slova“).
Před vznikem moderního rakugo existovaly kobanaši (小噺): krátké komické medailonky zakončené oči, oblíbené mezi 17. a 19. stoletím. Hrály se na malých veřejných místech nebo na ulicích a tiskly se a prodávaly jako brožury. Původ kobanaši lze nalézt v knize Kinó wa kjó no monogatari (Dnešní příběhy včerejšího dne, cca 1620), díle neznámého autora, které shromažďuje přibližně 230 příběhů popisujících obyčejnou třídu.